# Friendly Floatees

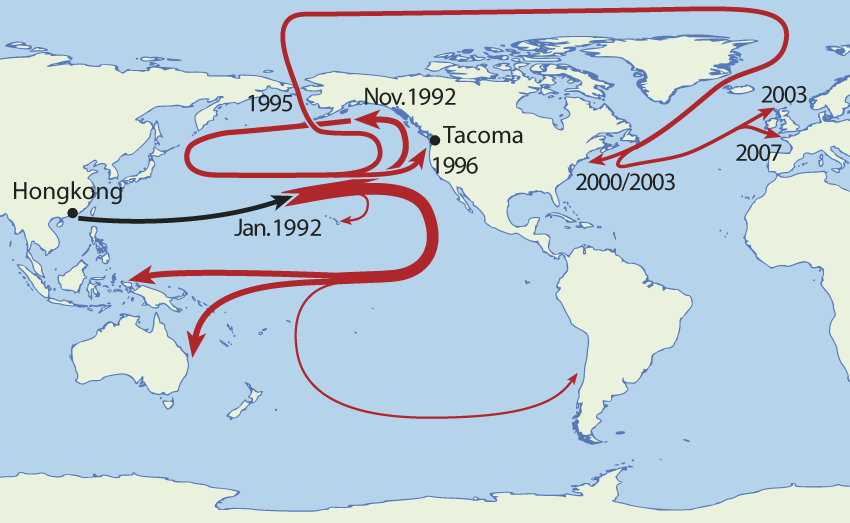
Шлях каченят

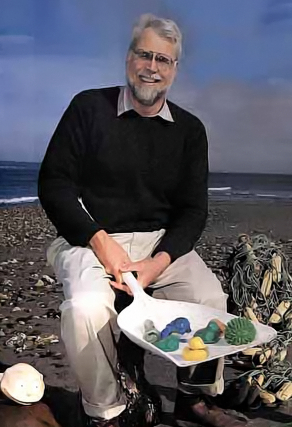
Curtis Ebbesmeyer зі знайденими каченятами

21 січня 1992 року, суховантажне судно що перевозило 30000 гумових каченят (Friendly Floatees) з Гонконгу до Такоми (США) потрапило в ураган, через це каченята вирушили у вільне плавання. За три місяці перші 20 тисяч досягли берегів Індонезії, Австралії та Південної Америки. Решта десять тисяч за рік пройшла повз Аляску і ще за три роки потрапила в Тихий Океан, в Японію.
Але історія на цьому не закінчується, деякі з качок-першопрохідців пройшли Берингову протоку і вмерзли в антарктичний лід, де продовжили рухатись зі швидкістю близько милі на добу. У 2000 році вони з'являються в північній Атлантиці. Лід тане і качки продовжують свою подорож, щоб нарешті повернутися до в Північної Америки з боку Атлантичного Океану аж у 2003 році.
Ще за п'ять років останні качки були знайдені у Великій Британії, про що навіть була опублікована стаття в місцевому географічному журналі.
Ця історія привернула велику увагу міжнародних метеорологічної та географічної спільнот, оскільки дозволила вивчити особливості руху океанських течій. Окрім цього качки змішувались з різним сміттям і відрізнялися за кольором.
На сьогодні качки-мандрівниці є предметом пошуку колекціонерів. У 2011 році вийшла книга, в якій було підраховано, що вдалося прослідкувати долю 28800 птахів.